# 恐龍紀元
恐龍紀元（英語：When Dinosaurs Roamed America）是一個約2小時的美國影集式自然科學紀錄片，於2001年7月15日在探索頻道首次播出。該片還原了超過1億6000萬年在美國的恐龍王朝，共分五個段落，每一個段落都有多樣的動物相和植物相。
恐龍紀元的首播擁有超過500萬名觀眾觀看，2002年，該片多次在探索頻道HD電影院中播出。2001年8月釋出DVD及VHS版本，DVD版並有多次重製，2011年，在藍光分區2區釋出藍光版，並和暴龍真相綁成合輯出售。

## 外部連結
- 互联网电影数据库（IMDb）上《恐龍紀元》的资料（英文）